# Leonard Warren Murray
Leonard Warren Murray (Granton, 22 giugno 1896 – Buxton, 25 novembre 1971) è stato un ammiraglio canadese che giocò un ruolo chiave nella battaglia dell'Atlantico.

## Biografia

### Dai primi anni al termine della prima guerra mondiale
Leonard Warren Murray nacque a Granton, in Nuova Scozia, il 22 giugno 1896. Suo padre Simon Dickson Murray (imprenditore di medio livello, 1859 - 1936) era figlio di immigrati scozzesi giunti nella contea di Pictou con la nave Hector nel 1773, mentre sua madre era Jane Falconer (1868 - 1968). A 14 anni Leonard era una delle prime ventun reclute ad entrare nel Royal Naval College of Canada di Halifax, appena istituito con legge del 4 maggio 1910.

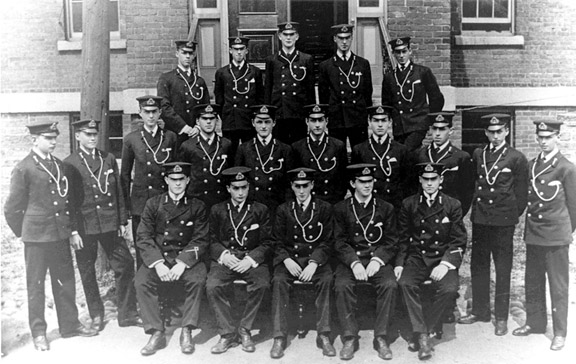
Guardiamarina al Royal Naval College; Murray è il secondo da sinistra

Il primo anno al college fu un inferno per Murray e per i suoi compagni, lasciati senza uniforme, con pochissimi permessi di libera uscita e afflitti da un'epidemia di morbillo. Terminato il corso nel gennaio 1913, servì come guardiamarina (Midshipman) nella nave britannica Berwick impegnata a salvaguardare gli interessi della Corona nel caos della rivoluzione messicana e successivamente nella Essex.
Allo scoppio della prima guerra mondiale venne assegnato all'incrociatore corazzato HMCS Niobe, la più grande imbarcazione della marina canadese attiva nel conflitto, quindi mise piede nella Margaret e nella Rainbow, dove nel febbraio 1916 avanzò al grado di Sub Lieutenant. Nel gennaio 1917 Murray passò nella HMS Leviathan come Lieutenant, scortando i convogli lungo l'Atlantico facendo così esperienza per la battaglia a cui partecipò più di venti anni dopo, e alla fine della guerra si trovava nel mare del Nord a bordo della HMS Agincourt, testimoniando altresì la resa della flotta tedesca a Scapa Flow.

### Tra le due guerre
Dopo la prima guerra mondiale Murray prese servizio per breve tempo nell'HMS Ithuriel poi nella nuova HMS Calcutta sotto il Captain britannico Percy Noble, da cui Murray imparò le nozioni basi del comando. Dopo una piccola crociera con il Crescent, Murray venne assegnato all'HMS Aurora fino a quando la nave non venne fermata a causa dei tagli alla marina decisi nel 1921. Sposatosi il 10 ottobre dello stesso anno con Jean Chaplin Scott a Westmount, in Québec, e con l'Aurora ferma, Leonard considerò l'ipotesi di abbandonare la marina per dedicarsi alla carriera civile, ma decise alla fine di continuare la vita militare e consumò il periodo interbellico come ufficiale addetto all'addestramento reclute o a bordo di navi britanniche come la Revenge (dove durante una crociera in Turchia nel 1923 strinse amicizia con Louis Mountbatten) e la Queen Elizabeth. Questo permise a Murray e ai suoi pari, come Percy Walker Nelles, di conoscere a fondo l'ambiente marinaro britannico.
Nel gennaio 1925 arrivò la promozione a Lieutenant-Commander (capitano di corvetta) e l'assegnazione, per due anni, alla base navale di Halifax. Nel 1927 Murray tornò nel Regno Unito dove compì una crociera con l'HMS Tiger e un anno dopo ritornò sui libri all'Old Royal Naval College di Greenwich. Tornato in Patria nel gennaio 1929, Murray ottenne di diventare Commander (capitano di fregata) e fu messo a dirigere la base navale di Esquimalt. Nel 1932 ribadì, in un discorso tenuto al Royal Military College of Canada, le sue idee sulla protezione ai convogli:

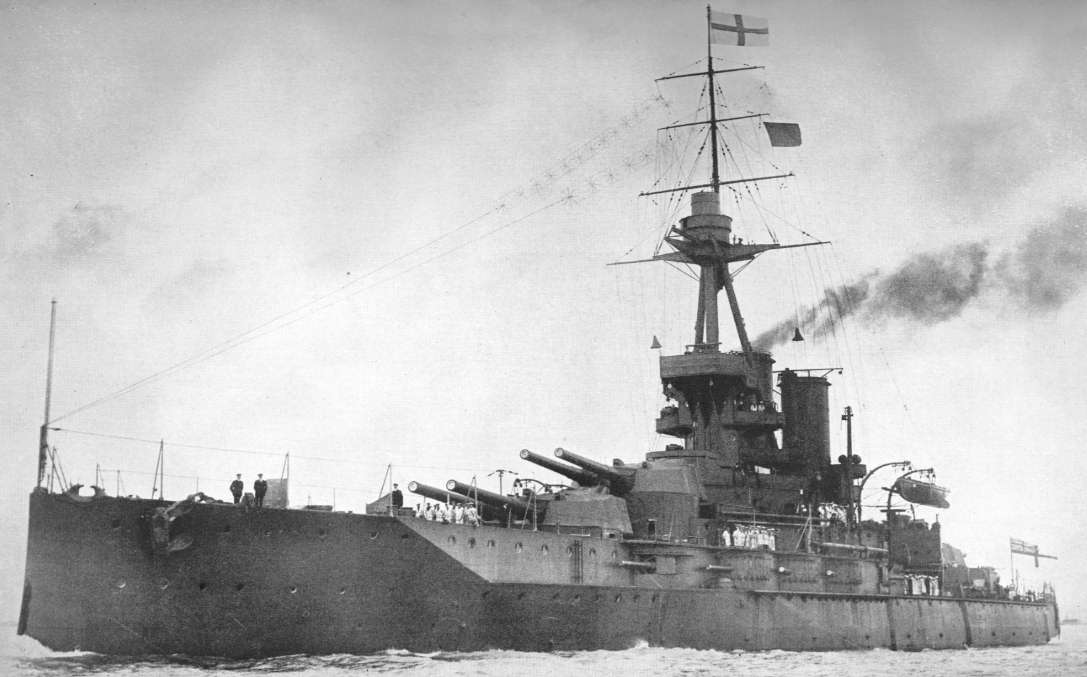
L'HMS Iron Duke, la nave più grande mai comandata da Leonard Murray

Dal giugno 1932 Murray fu assegnato per un anno al dipartimento della Difesa nazionale a Ottawa, prima di essere rimandato in mare per due anni alla guida di una flottiglia di cacciatorpediniere navigante nella costa orientale ricoprendo così, dal ponte della HMCS Saguenay, il suo primo incarico di comando operativo. A questo punto, verso la metà del 1934, Murray venne nominato comandante delle unità della costa orientale e capo della base navale di Halifax. Nel giugno 1936 Murray ritornò nel Regno Unito con un incarico presso l'ammiragliato per iniziare, sei mesi dopo, il suo ultimo turno di lavoro con la Royal Navy al comando della nave da battaglia Iron Duke. Nell'agosto 1938, verso la metà dell'ultimo anno di studio al Royal College of Defence Studies, Murray fu promosso Captain (capitano di vascello) sicché fu con questo grado che tornò, con la seconda guerra mondiale dietro l'angolo e la marina britannica in piena mobilitazione, a Ottawa per dirigere il settore delle operazioni e dell'addestramento.

### Seconda guerra mondiale e battaglia dell'Atlantico
All'inizio della seconda guerra mondiale venne nominato sottocapo di stato maggiore del personale navale. Da questa posizione Murray ricoprì un ruolo chiave nella ricostruzione della marina canadese per portarla al numero standard di 332 vascelli attivi in tempo di guerra, chiamando anche a prestare servizio ufficiali della marina britannica in pensione e conducendo una politica di investimenti, rivelatasi di successo, basata su piccole navi con funzioni antisommergibili. Nel marzo 1940 fece un viaggio segreto nel Regno Unito per negoziare la costruzione di cacciatorpediniere per conto della marina canadese, e fu tra i fondatori del Permanent Joint Board on Defense, un'organizzazione volta alla cooperazione tra Stati Uniti e Canada su materie di difesa. Nell'ottobre 1940 tornò brevemente in mare come comandante della HMCS Assiniboine nonché commodoro della "forza Halifax", nei fatti comandante delle cinque corazzate canadesi distaccate nel Regno Unito per scortare i convogli. Toccata terra nuovamente nel Regno Unito, a Murray fu apposto l'inusuale titolo di "commodoro comandante le navi canadesi" e mantenne stretti contatti con l'ammiragliato per discutere la strategia da adottare nella battaglia dell'Atlantico, inclusa la risoluzione dei problemi giurisdizionali legati al Dominion di Terranova.
Tornato il Canada venne promosso a tutti gli effetti commodoro il 31 maggio 1941, e il 13 giugno ottenne il comando delle forze di scorta di Terranova (Newfoundland Escort Force, NEF) con quartier generale a Saint John's. Questo fu il mandato operativo più alto mai assegnato a un ufficiale canadese fino a quel momento, con pieni poteri su 6 cacciatorpediniere canadesi e 7 britannici, e 21 corvette, divenendo responsabile anche della scorta ai convogli salpati da New York diretti nel Regno Unito. In segno di riconoscenza per i propri meriti, Murray venne promosso contrammiraglio il 2 dicembre 1941.
Mentre era a Terranova, il contrammiraglio Murray ricevette una visita dell'ammiraglio francese Émile Muselier. Rispondendo a ordini dell'ammiragliato, Murray passò temporaneamente a Muselier il comando delle tre corvette francesi e del sommergibile che dovevano scortarlo ad Halifax. Al ritorno da questa città, Muselier portò le quattro imbarcazioni negli isolotti di Saint-Pierre e Miquelon, territorio della Francia di Vichy, e vi issò la bandiera francese a nome del generale Charles de Gaulle. Murray venne in seguito interrogato sul suo ruolo nella vicenda, ma dichiarò di non avere responsabilità su ciò che era accaduto. Nientemeno, nel 1946 Murray fu insignito della Legion d'Onore dal governo francese per "notevoli servizi resi alla causa della Francia libera al momento della presa di Saint-Pierre e Miquelon..
La NEF venne riorganizzata nel febbraio 1942 come Mid-Ocean Escort Force (MOEF). Il 9 settembre dello stesso anno Murray venne posto come "ufficiale comandante della costa atlantica", con quartier generale ancora ad Halifax e 322 imbarcazioni militari ai propri ordini. Come risultato della conferenza sui convogli atlantici tenuta dall'1 al 12 marzo 1943, nella quale gli Stati Uniti decisero di occuparsi del settore meridionale dell'Atlantico lasciando la parte nord a canadesi e britannici, Murray venne messo a capo del settore canadese il 1º aprile; da allora in poi avrebbe gestito tutte le forze Alleate, sia aeree che navali, coinvolte nelle operazioni di scorta ai convogli dal Canada all'Irlanda.

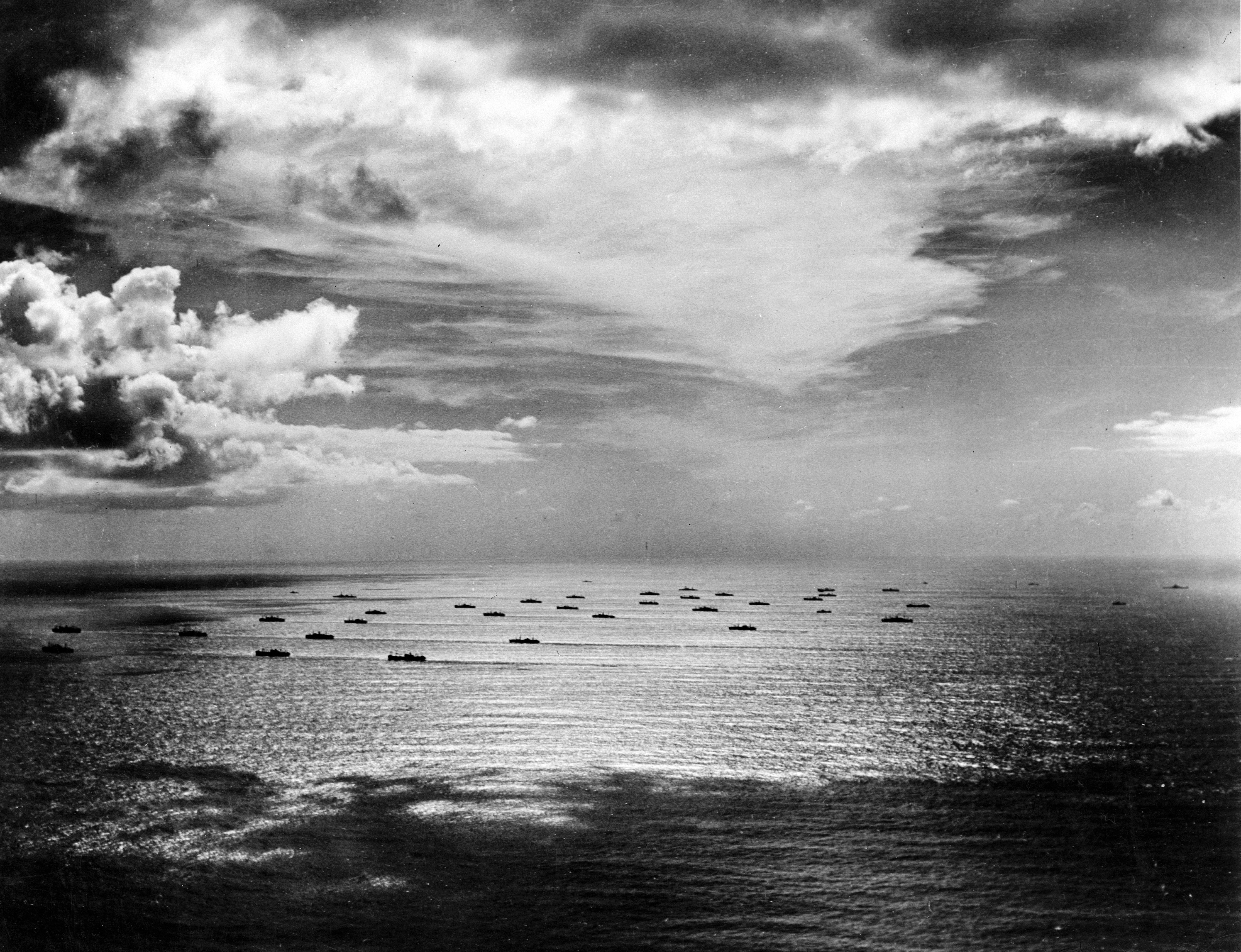
Un convoglio in navigazione nell'Atlantico nel 1942

Questa una delle dichiarazioni di Murray fatta nel corso della guerra. Un motivo di orgoglio per il contrammiraglio si verificò il 14 settembre 1943, quando ebbe l'onore di guidare il primo ministro Winston Churchill in una visita inaspettata nella base di Halifax, accompagnato dal Primo Lord del Mare Dudley Pound, a bordo della Renown. Murray venne onorato diventando commendatore dell'Ordine dell'Impero Britannico nel 1943 alla cerimonia del compleanno di re Giorgio VI, nonché compagno dell'Ordine del Bagno l'anno successivo. Quando la battaglia dell'Atlantico volse al meglio per gli Alleati, verso il marzo 1943, gli attacchi degli U-Boote diminuirono e le scorte vennero ridotte. Nel maggio 1944, il Regno Unito smise totalmente di fornire imbarcazioni per proteggere i mercantili, lasciando così completa responsabilità ai canadesi fino al settembre 1944. Uno dei più grandi meriti di Murray si verificò proprio in questo periodo, quando il più grande convoglio della seconda guerra mondiale, il convoglio HXS300 formato da 167 mercantili, partì il 17 luglio da New York e arrivò senza incidenti nel Regno Unito il 3 agosto.

### Giorno della vittoria e ritiro anticipato
Il contrammiraglio Murray venne incolpato di aver permesso ai marinai a bordo delle navi ancorate ad Halifax di scendere a terra nel giorno della vittoria (8 maggio 1945), fatto generalmente considerato come una delle cause dei disordini che si crearono in città il 7 e l'8 maggio 1945. James Lorimer Ilsley, primo ministro del Canada, prese subito atto della situazione e il 10 maggio mise il giudice Roy Kellock a capo di una commissione incaricata di indagare sui disordini. Il 12 maggio Murray venne rimosso dal comando e il giorno dopo una commissione della marina canadese, guidata da Victor-Gabriel Brodeur, venne istituita per verificare la partecipazione della marina ai fatti. La commissione Kellock giunse ad incolpare la Royal Canadian Navy, e in particolare il contrammiraglio Murray, per non essere stata capace di controllare il comportamento dei marinai a terra. La commissione della marina invece arrivò ad una conclusione più equilibrata, individuando i motivi dei disordini in vari fattori, incluso però quello di mancanza di un'azione di controllo ad opera del comando navale. Murray era convinto che la responsabilità risiedesse nelle forze di polizia cittadine, e rimase frustrato dall'operato della commissione Kellock che tra l'altro non diede possibilità di difendersi né a sé stesso né ai suoi ufficiali. Il contrammiraglio chiese pertanto di dare il via ad una corte marziale che avrebbe dovuto discolparlo, ma non venne ascoltato. Il governo fece un ultimo tentativo per licenziarlo con l'onore intatto:
Ma a Murray non venne mai concesso un altro comando. Concludendo di essere stato usato come capro espiatorio, e sentendosi amareggiato dalla marina e dalla nazione che lo avevano abbandonato, Murray lasciò il Canada per il Regno Unito nel settembre 1945, congedandosi ufficialmente dalla marina canadese il 14 marzo 1946.

### Ultimi anni
Murray diventò avvocato il 17 novembre 1949, e grazie alla specializzazione in diritto marittimo rappresentò il governo inglese al processo del 1950 sorto in seguito all'affondamento dell'SS Hopestar. Si legò alla chiesa locale, e funse da consigliere sia nelle campagne che nei banchi di scuola. Tenne vivo il suo amore per il mare intrattenendo stretti rapporti con il Bar Yacht Club e gli "scout del mare", che lo riportarono in Canada dove una base di cadetti di New Glasgow venne intitolata a suo nome (Royal Canadian Sea Cadet Corps 87 Admiral Murray).
Murray smise di praticare legge nel 1960 per prendersi cura di sua moglie, malata, che morirà due anni dopo. In seguito a un incontro avvenuto in una crociera greca, si risposò il 23 agosto 1963 a Buxton con Antonina Schcheyteenin, oculista. Si interessò quindi alla politica, iscrivendosi al Partito Conservatore ma non riuscendo ad evitare la sconfitta alle elezioni per rinnovare il consiglio municipale di Buxton, nel 1965. Rivolse poi l'attenzione ad un vivace dibattito con le istituzioni militari canadesi, i media e il primo ministro Lester Pearson opponendosi all'unificazione delle tre forze armate (esercito, marina e aviazione) nelle forze armate canadesi. Murray tornò per l'ultima volta in Patria nel 1970 per partecipare al 25º anniversario della battaglia dell'Atlantico.
Morì a Buxton il 25 novembre 1971 e le sue spoglie vennero trasferite nella chiesa di San Paolo ad Halifax il 17 settembre 1972. La sua memoria rimase viva nella marina canadese che annualmente, fino ai primi anni settanta, organizzò una gara di artiglieria con il suo nome. Dal momento della sua morte venne eretto un memoriale a Pictou, aperta una mostra sulle sue medaglie ad Halifax, la dedica di una branca della Royal Canadian Naval Association così come di altre costruzioni affini alla marineria.